# セブンス・ウェイヴ
セブンス・ウェイヴ （Seventh Wave）は、1970年代半ばにイギリスで結成されたサイケデリックかつプログレッシブなロック・デュオであった。
バンドはケン・エリオット（キーボード、ボーカル）とキーラン・オコナー（パーカッション）によって構成され、2人ともプログレッシブ・ロック初期のグループとして知られるセカンド・ハンド (後にチラム)のメンバーだった。
後にモーターヘッドのプロデューサーとなるニール・リッチモンド (Neil Richmond)のプロデュースにより、イフやジューダス・プリーストといった当時の最新バンドと共に、英国のレーベル「ガル・レコード (Gull)」と契約を交わした彼らは、1stアルバム『シングス・トゥ・カム』を1974年に発表した。
2枚目のアルバム『サイ・ファイ』（1975年）のために、ピーター・レマー、ヒュー・バントン（ヴァン・ダー・グラフ・ジェネレーターのオルガン奏者）、スティーヴ・クック、ブライアン・グールド、トニー・エリオット、ペピ・レマー、ロブ・エリオットといったメンバーをゲストに迎えた。バンドは束の間の成功を楽しんだが、このアルバムを宣伝するために行った米国ツアーの後に解散した。キーラン・オコナーは、引き続きブルース・ロック・バンドで演奏したが、1980年代に死去した。ケン・エリオットはITVのランチタイム・ニュース速報「First Report」とBBC2の「Out of Court」にテーマ曲を書いた。

## メンバー
- ケン・エリオット (Ken Elliott) - ピアノ、エレクトリック・ピアノ、クラヴィネット、シンセサイザー、メロトロン、ボーカル
- キーラン・オコナー (Kieran O'Connor) - ドラム、パーカッション、シロフォン、ヴィヴラフォン、ボーカル

+
- ロブ・エリオット (Rob Elliott) - ボーカル (ゲスト/2ndアルバム)
- トニー・ユーター (Tony Utah) - パーカッション (ゲスト/2ndアルバム)
- ブライアン・グールド (Brian Gould) - オルガン、シンセサイザー (ゲスト/2ndアルバム)
- ピーター・レマー (Pete Lemer) - シンセサイザー、ピアノ (ゲスト/2ndアルバム)
- ヒュー・バントン (Hugh Banton) - オルガン、メロトロン、シンセサイザー (ゲスト/2ndアルバム)
- ペピ・レマー (Pepi Lemer) - ボーカル (ゲスト/2ndアルバム)
- スティーヴ・クック (Steve Cook) - ベース、ダブル・ベース (ゲスト/2ndアルバム)
- トニー・エリオット (Tony Elliott) - パーカッション、ボーカル (ゲスト/2ndアルバム)

## ディスコグラフィ

### スタジオ・アルバム
- 『シングス・トゥ・カム』 - Things to Come (1974年)
- 『サイ・ファイ』 - Psi-Fi (1975年)

### シングル
- "Metropolis / Festival" (1974年)
- "Fail To See / Things To Come" (1974年)
- "Manifestations / Only The Beginning (Part 1)" (1975年)